# Vítor Escudero
Vítor Manuel Escudero de Campos (Lisboa, São Jorge de Arroios, 14 de Agosto de 1958) é um escritor e conferencista, especialista na área das Ciências Auxiliares da História, como a Heráldica, a Genealogia e o Ex-Librismo, investigador e académico, crítico de arte e tauromáquico português.

## Biografia
Director de várias revistas taurinas e Director-Adjunto Novo Burladero, Fundador e Sócio N.º 1 da Real Tertúlia Tauromáquica D. Miguel I, Presidente do Grupo Tauromáquico "Sector I" de 1999 a 2000.
Vogal da Secção de Genealogia e Heráldica da Sociedade de Geografia de Lisboa, Secretário-Geral da Academia Portuguesa de Ex-Líbris, Sócio Fundador da Real Associação de Lisboa, Fundador e Chanceler do Instituto Preste João - Círculo de Amizade Luso-Etíope.
Membro da Academia Nacional de Belas Artes, da Academia de Letras e Artes (Portugal), da Academia Internacional de Heráldica, da Academia Melitense, da Academia Belgo – Espanhola da História (Espanha), Membro do Núcleo Lusófono da História, da Universidade Lusófona de Humanidades e Tecnologias, de Lisboa[carece de fontes?].
A 24 de junho de 2005, o Rei de Espanha concedeu-lhe a Cruz de Oficial da Ordem do Mérito Civil de Espanha.
Em 2007, pelo seu trabalho na defesa, divulgação e engrandecimento das relações culturais ibéricas, foi-lhe atribuído o Prémio Nacional de Estudos Hispânicos[carece de fontes?].
Investigador e Coordenador da Secção de Genealogia, Heráldica e Falerística e Vogal da Secção de História do Património e da Ciência do CPES – Centro de Pesquisa e Estudos Sociais da FCSEA – Faculdade de Ciências Sociais, Educação e Administração da ULHT – Universidade Lusófona de Humanidades e Tecnologias, de Lisboa.

## Publicações
- S.M. o Rei Juan Carlos I de Espanha - O Amigo de Portugal - Notas de Genealogia e Heráldica, ACD Editores, janeiro de 2009 - ISBN:9789728855505[4]

## Condecorações[2]
- Grã-Cruz da Ordem Pro Merito Melitensi da Ordem Soberana e Militar Hospitalária de São João de Jerusalém, de Rodes e de Malta (24 de outubro de 2014);
- Comendador da Ordem da Redenção Africana da Libéria (27 de outubro de 2014);
- Oficial da Ordem do Mérito Civil de Espanha (16 de setembro de 2015);
- Cruz de Oficial da Real Ordem de Isabel a Católica de Espanha (27 de janeiro de 2016);
- Comendador da Ordem do Mérito Civil de Espanha (7 de setembro de 2018).